# تیموفی میخائیلوف
تیموفی میخایلوویچ میخائیلوف (روسی: Тимофе́й Михайлович Миха́йлов؛ ح. ۱۸۶۰ — ۱۵ آوریل ۱۸۸۱) عضو سازمان انقلابی روسیه به نام نارودنایا ولیا بود. او در ترور تزار الکساندر دوم روسیه به عنوان پرتاب کننده بمب تعیین شد، اما بمبی پرتاب نکرد.
میخائیلوف، یک کارگر ناراضی، در محاکمه خود ادعا کرد که انگیزۀ او برای بهبود وضعیت طبقات کارگر بوده‌است. او بلافاصله به اعدام محکوم شد و همراه با چهار توطئه‌گر دیگر به دار آویخته شد.
میخائیلوف زادۀ ۱۸۶۰ در اسمولنسک بود. والدین او میخائیل نفدوف و ناتالیا ساولیوا دهقانان ارتدکس بودند. او خواهران مالانیا و ماترنا و برادران گریگوری و استپان داشت.
در سال ۱۸۷۵ میخائیلوف برای امرار معاش به سنت پترزبورگ نقل مکان کرد. او به عنوان یک دیگ بخار کار می‌کرد. او که در چندین کارخانه کار کرده بود، آخرین شغل خود را در سال ۱۸۸۰ به دلیل دستمزد پایین ترک کرد. در این زمان، میخائیلوف درگیر سیاست انقلابی شد و به بخش کارگران نارودنایا ولیا پیوست. میخائیلوف سپس با نام جعلی «سرگئی لاپین» شروع به زندگی کرد.

### کتابشناسی
- Yarmolinsky, Avrahm (2016). Road to Revolution: A Century of Russian Radicalism. Princeton University Press. ISBN 978-0691638546.
- Kel'ner, Viktor Efimovich (2015). 1 marta 1881 goda: Kazn imperatora Aleksandra II (1 марта 1881 года: Казнь императора Александра II). Lenizdat. ISBN 978-5-289-01024-7.
- "EXECUTION OF THE CZAR'S ASSASSINS". Australian Town and Country Journal (Sydney, NSW : 1870 - 1907). 4 June 1881. Retrieved 2 December 2019.